# Štefan Vidic
Štefan Vidic, slovenski gimnazijski profesor, * 26. december 1797, Bled, † 13. november 1861, Gorica.

## Življenje in delo
Vidic je v letih 1811–1818 obiskoval gimnazijo in filozofijo Ljubljani, nato je bil od 1818-1821 adjunkt in suplent na ljubljanski gimnaziji, profesor slovnice v Karlovcu (1821-1822), namestnik prefekta v Rzeszowu na Poljskem (1822-1834), v letih 1834–1842 je učil in bil po 1839 prefekt na gimnaziji v Kopru, 1842–1849 pa prefekt in zadnje leto direktor na tržaški gimnaziji, od 1849–1860 pa je vodil gimnazijo na Reki, kjer je organiziral pouk v skladu z novim sistemom, za kar je prejel strokovna priznanja in pohvale. Ko je bil 1860 zaradi bolezni upokojen, se je preselil v Gorico kjer je naslednje leto umrl.